# Algemene verkiezingen in Zambia (1996)

De kiesdistricten gewonnen door zittend president Chiluba zijn rood gekleurd, de districten die blauw zijn gekleurd zijn gewonnen door Mulemba, de paarse en groene districten werden gewonnen door respectievelijk Mungomba en Mbikusita-Lewanika.

De algemene verkiezingen in Zambia van 1996 vonden op 18 november 1996 plaats. Zij behelsden de verkiezing van een nieuwe Nationale Vergadering (parlement) en een president. Verscheidene partijen, onder wie de United National Independence Party (UNIP) van oud-president Kaunda riepen op tot een boycot van de verkiezingen.

## Presidentsverkiezingen
Zittend president Frederick Chiluba (MMD) werd met ruim 72,5% van de stemmen herkozen. Kenneth Kaunda, de man die van 1964 tot 1991 president van Zambia was geweest, werd van deelname uitgesloten nadat het parlement in mei 1996 besloot de grondwet te wijzigen waardoor een president niet meer dan twee ambtstermijnen kan dienen. Ook werd bepaald dat de ouders van een presidentskandidaat in Zambia geboren moesten zijn; de ouders van Kaunda kwamen uit Malawi.
| Kandidaat                         | Kandidaat                             | Partij                            | Stemmen   | %     |
| --------------------------------- | ------------------------------------- | --------------------------------- | --------- | ----- |
|                                   | Frederick Chiluba                     | Movement for Multiparty Democracy | 913.770   | 72,59 |
|                                   | Dean Mungomba                         | Zambia Democratic Congress        | 160.439   | 12,75 |
|                                   | Humphrey Mulemba                      | National Party                    | 83.875    | 6,66  |
|                                   | Prins Akashambatwa Mbikusita-Lewanika | Agenda for Zambia                 | 59.250    | 4,71  |
| Ongeldige stemmen/ blanco stemmen | Ongeldige stemmen/ blanco stemmen     | Ongeldige stemmen/ blanco stemmen | 66.248    | 5,26  |
| Totaal                            | Totaal                                | Totaal                            | 1.258.805 | 100   |
| Geregistreerde kiezers/ opkomst   | Geregistreerde kiezers/ opkomst       | Geregistreerde kiezers/ opkomst   | 2.267.382 | 58,4  |
| Bron: AED EISA                    |                                       |                                   |           |       |

## Nationale Vergadering
Onder de benoemde leden (9) bevindt zich ook de voorzitter (Speaker). 
| Partij                          | Partij                            | Zetels    | %     |
| ------------------------------- | --------------------------------- | --------- | ----- |
|                                 | Movement for Multiparty Democracy | 131       | 60,1  |
|                                 | Zambia Democratic Congress        | 58        | 41,66 |
|                                 | National Party                    | 5         | 7,2   |
|                                 | Agenda for Zambia                 | 2         | 1,5   |
|                                 | Onafhankelijke kandidaten         | 10        | 10,3  |
| Benoemingen                     | Benoemingen                       | 9         |       |
| Totaal                          | Totaal                            | 159       |       |
| Geregistreerde kiezers/ opkomst | Geregistreerde kiezers/ opkomst   | 2.267.382 | 58,79 |
| Bron: AED EISA                  |                                   |           |       |

Presidentsverkiezingen: 1968 · 1973 · 1978 · 1983 · 1988 · 1991 · 1996 · 2001 · 2006 · 2008 · 2011 · 2015 · 2016 · 2021

Parlementsverkiezingen: 1968 · 1973 · 1978 · 1983 · 1988 · 1991 · 1996 · 2001 · 2006 · 2011 · 2016 · 2021

Referenda: 1969 · 2016